# لقميات الفك
لقميات الفك (الاسم العلمي: Condylognatha) هي طبقة من الحشرات تتبع صنف ثنائيات اللقمة من طائفة الحشرات.

## رتب
- متشابهات الأجنحة